# 93-тя мотострілецька дивізія (СРСР)
93-тя мотострілецька Нижньодніпровська Червонопрапорна дивізія (93 МСД, в/ч 63570) — з'єднання мотострілецьких військ Радянської армії, яке існувало у 1948—1959 роках.
Дивізія створена 1948 року на основі 188-ї стрілецької дивізії. Після кількох перейменувань була розформована, а почесні найменування успадкувала 46-та ракетна дивізія.

## Історія
У 1948 році 188-ма стрілецька дивізія була переформована на 52-гу окрему стрілецьку Нижньодніпровську Червонопрапорну бригаду з дислокацією у місті Миколаїв. У жовтні 1952 року бригада передислокована до міста Первомайськ (Одеської, з 1954 року — Миколаївської області). З 1951 по 1953 роки бригадою командував полковник М. І. Єремеєв.
У листопаді 1953 року, вже у Первомайську, 52-га стрілецька бригада знов переформовується у 188-му стрілецьку дивізію. Командиром дивізії призначений генерал-майор А. Ф. Гребнєв.
У квітні 1955 року 188-ма стрілецька дивізія переформована у 20-ту стрілецьку дивізію, командиром дивізії призначено генерал-майора М. М. Жигайлова.
У серпні 1957 року (за іншими даними, 17 травня) 20-та стрілецька дивізія переформована на 93-тю мотострілецьку дивізію у місті Запоріжжя, Запорізька область.
Згодом переведена до міста Первомайськ Миколаївської області.
Розформована 1 березня 1959. Почесні найменування дивізії успадкувала згодом 46-та ракетна дивізія.

## Структура
Протягом історії з'єднання його стурктура та склад неодноразово змінювались.

### 1957
- 11-й мотострілецький полк (Запоріжжя, Запорізька область)
- 27-й мотострілецький полк (Запоріжжя, Запорізька область)
- 38-й мотострілецький полк (Запоріжжя, Запорізька область)
- 352-й танковий полк (Запоріжжя, Запорізька область)
- 0000 артилерійський полк (Запоріжжя, Запорізька область)
- 0000 зенітний артилерійський полк (Запоріжжя, Запорізька область)
- 000 окремий розвідувальний батальйон (Запоріжжя, Запорізька область)
- 000 окремий саперний батальйон (Запоріжжя, Запорізька область)
- 000 окремий батальйон зв'язку (Запоріжжя, Запорізька область)
- 000 окрема рота хімічного захисту (Запоріжжя, Запорізька область)
- 000 окремий санітарно-медичний батальйон (Запоріжжя, Запорізька область)
- 000 окремий моторизований транспортний батальйон (Запоріжжя, Запорізька область)

## Командири дивізії
- Жигайлов Микола Миколайович, генерал-майор;
- Реуков Тимофій Пилипович, полковник.